# Arxiu Comarcal de la Segarra
L'Arxiu Comarcal de la Segarra es creà el 20 de gener de 1982 amb un conveni subscrit entre el Departament de Cultura de la Generalitat de Catalunya i l'Ajuntament de Cervera, integrat a la Xarxa d'Arxius Històrics. El febrer de 1988 fou inaugurada la seu actual a l'edifici de la Universitat. El 1995 passà de dir-se Arxiu Històric Comarcal de Cervera a denominar-se Arxiu Comarcal de la Segarra. El Consell Comarcal hi exerceix competències de gestió.

## Fons
Dels seus fons destaquen el de l'Ajuntament de Cervera i el del Districte Notarial. Del primer fer esment del conjunt de pergamins des de 1072, el Llibre de Privilegis de Cervera (BCIN), l'Acta de la Cort General de 1359 (BCIN), el Llibre Verd del Racional (1448-1637), les sèries de Consells (iniciada el 1332), Clavaria, Manifest, Cadastre, Obra dels Murs, Veïnatge... Del fons notarial (1325 - 1909) remarcar el gran nombre de protocols conservats, amb tres llibres d'ordinacions i deliberacions de l'antic col·legi de notaris de Cervera (1366-1684). D'entre la col·lecció de manuscrits, mencionar els llibres del "Misteri de la Passió" (segle xvi).

## Documents destacats

### Imprès recepció Felip V

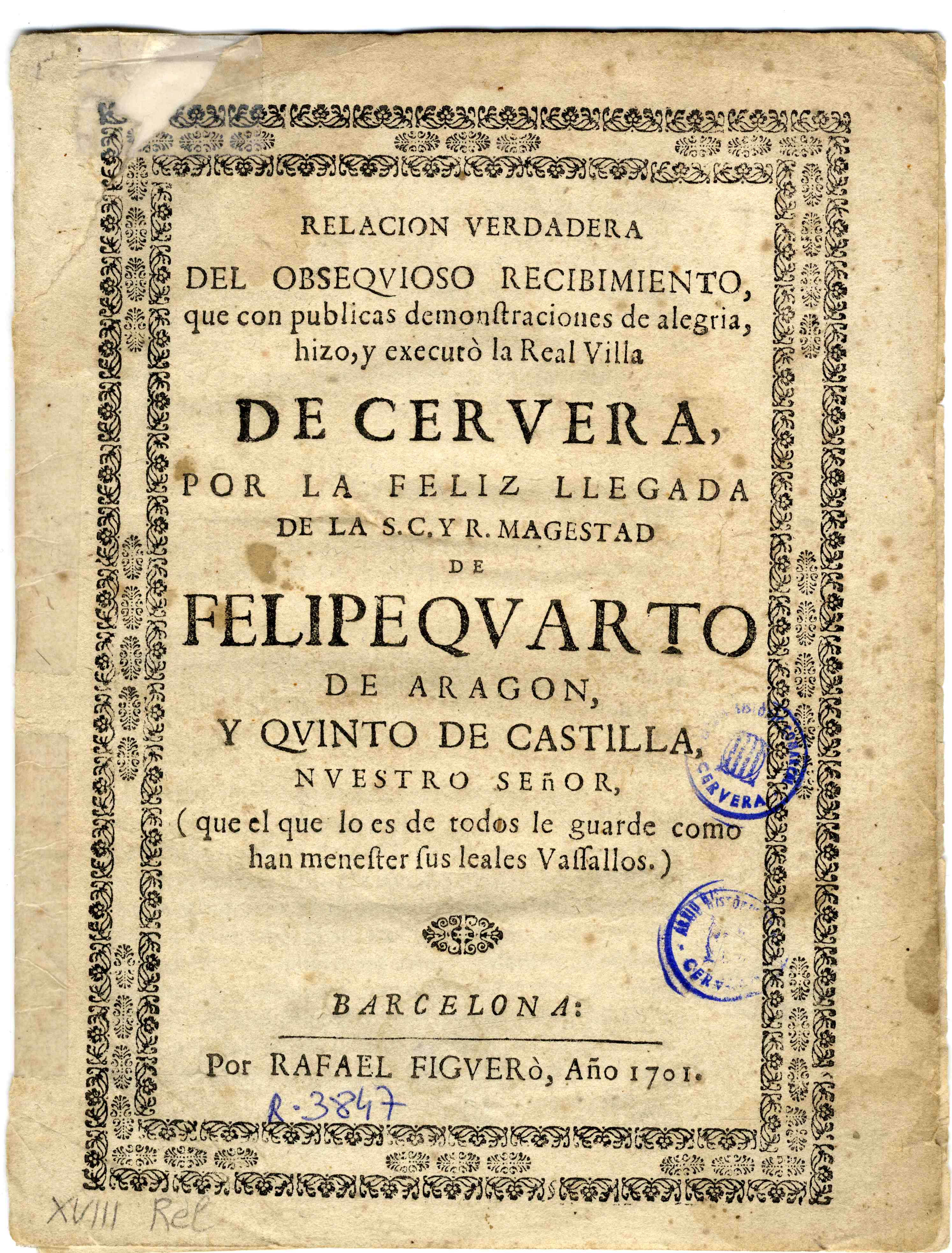
“Relació verdadera de l'obsequiosa rebuda que amb públiques demostracions d'alegria, va fer i executà la Real Vila de Cervera, feliç per l'arribada de sa majestat Felip IV d'Aragó i Quint de Castella”.

Document de 1701. “Relació verdadera de l'obsequiosa rebuda que amb públiques demostracions d'alegria, va fer i executà la Real Vila de Cervera, feliç per l'arribada de sa majestat Felip IV d'Aragó i Quint de Castella”. El monarca, trobant-se de camí cap a Barcelona, on havien de celebrar-se Corts Catalanes, passà per Cervera el 26 de setembre de 1701. Era habitual que la vila, com a població reial, tingués l'honor d'acollir els reis que anaven de pas.

### Erecció de Cervera en ciutat
Després de la benvinguda que els cerverins donaren a Felip V durant el seu pas per Cervera, el monarca va concedir el títol de ciutat a la vila de Cervera durant les Corts de Barcelona de l'any 1702 perquè la població havia experimentat un conjunt de canvis: va augmentar el nombre d'habitants i el nombre de nobles i artesans, es van realitzar un seguit d'obres urbanes que milloraven la població i per acabar, s'aplicava un vistós cerimonial durant els actes solemnes.

### Llibre de Consells de la Paeria de Cervera
Les actes municipals fins al 1705 no mostren cap preocupació pels esdeveniments bèl·lics del moment. Durant aquell temps, però, les poblacions catalanes es van mostrant partidàries a Carles d'Àustria, també Cervera, que proclama l'obediència a l'arxiduc, a principis de setembre de 1705. A partir d'aquesta data i durant els nou anys següents, la població es veurà afectada pel desenvolupament de la guerra de Successió, que causarà enormes perjudicis econòmics i humans a la ciutat. En aquest Llibre de Consells, una junta municipal de Cervera acorda, d'una banda, que sigui donada l'obediència al senyor Carles III i que al més aviat possible vagi el síndic de la ciutat, acompanyat de tres cavallers o d'algunes altres persones, a retre-li aquesta obediència i, de l'altra, que, en cas que vinguin les tropes a demanar-la, se’ls digui que ja ha partit el síndic a donar-la i, si no ho volen creure, que, Carles III sigui acceptat davant d'ells com a rei i senyor.

### Primera pedra Universitat de Cervera
“Drama per música entre les tres potències de l'ànima, memòria, enteniment i voluntat que precedirà la Gran comèdia, la “Conquesta de l'ànima”, que ha de representar la classe dels legistes de la Universitat de Cervera, a les festes que se celebren en l'erecció de la primera pedra de la nova Reial Universitat de Cervera”. Les festes de col·locació de la primera pedra se celebraren els dies 18, 19 i 20 de desembre del 1718.

### Estat antic i modern de Cervera
És una obra manuscrita que l'autor havia donat per acabada l'any 1723 però que hi afegí algunes notes que van fins a l'any 1740. És la principal font informativa dels fets ocorreguts durant la Guerra de Successió a Cervera, amb la qual defensà l'actitud filipista d'un sector de la població de la ciutat durant la Guerra.

### Butlla papal creació Universitat de Cervera
Llibre manuscrit del 15 de desembre de 1730 en el qual el papa Climent XII confirma l'erecció i els privilegis concedits pel rei Felip V a la Universitat de Cervera.

### Privilegis de la Universitat de Cervera
Una de les conseqüències del triomf de Felip V a la Guerra de Successió va ser la creació de la Universitat de Cervera. L'any 1717 fou publicat un decret mitjançant el qual s'anunciava la creació de la Universitat. En aquest document el rei Felip V afirmava que en la concessió havia tingut molt present la lleialtat de la ciutat de Cervera.

### Plànols de la Universitat de Cervera
Plànol General de la Universitat de Cervera. Signat per Miquel Marín l'any 1751. Les cantonades estan resoltes segons torres típiques d'arquitectura militar, té superposats trossos de paper per explicar els entrepisos.

## Galeria d'imatges

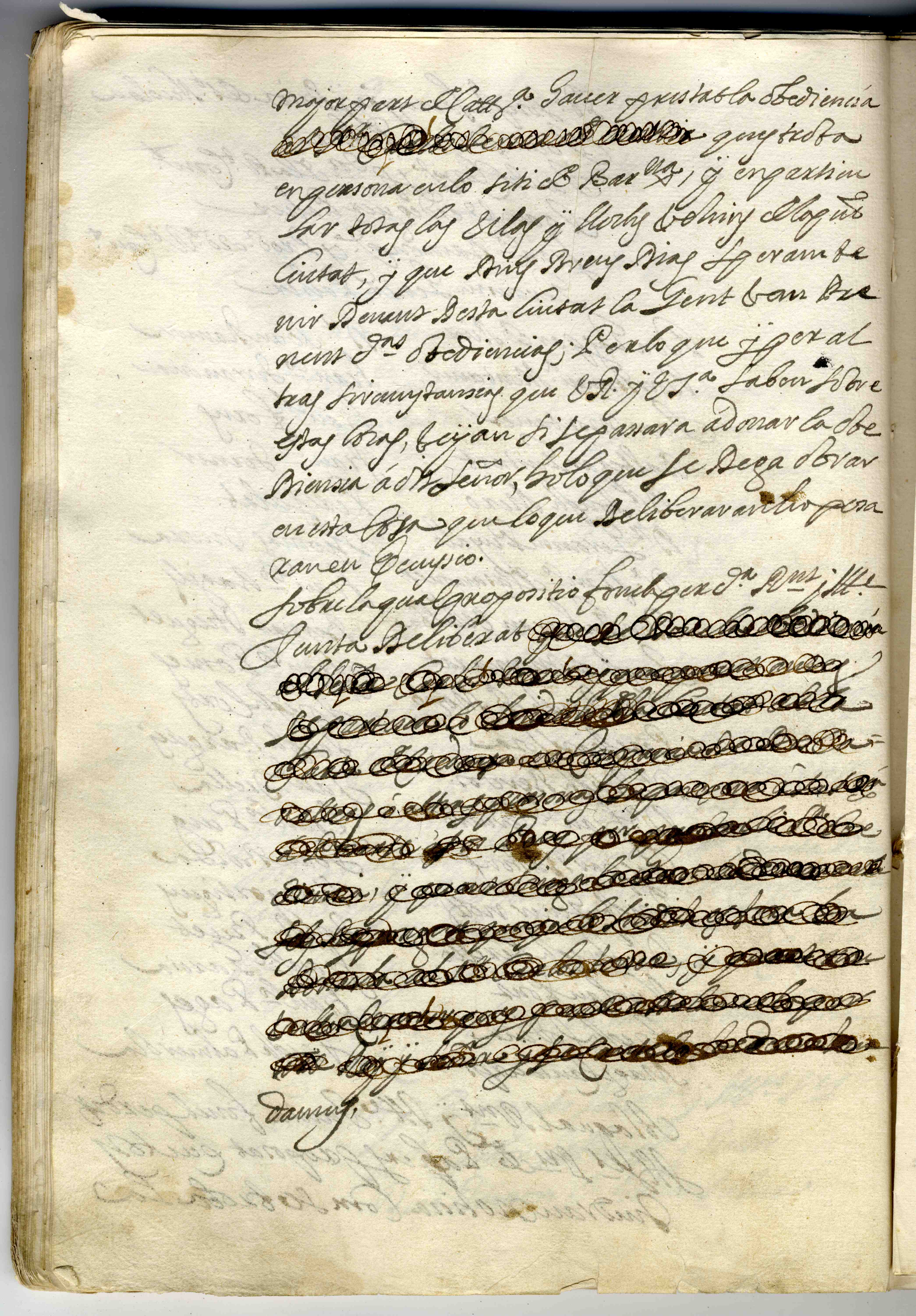
Paper amb coberta de pergamí anomenat Llibre de Consells de l'Ajuntament de Cervera, que data del 1687-1709.
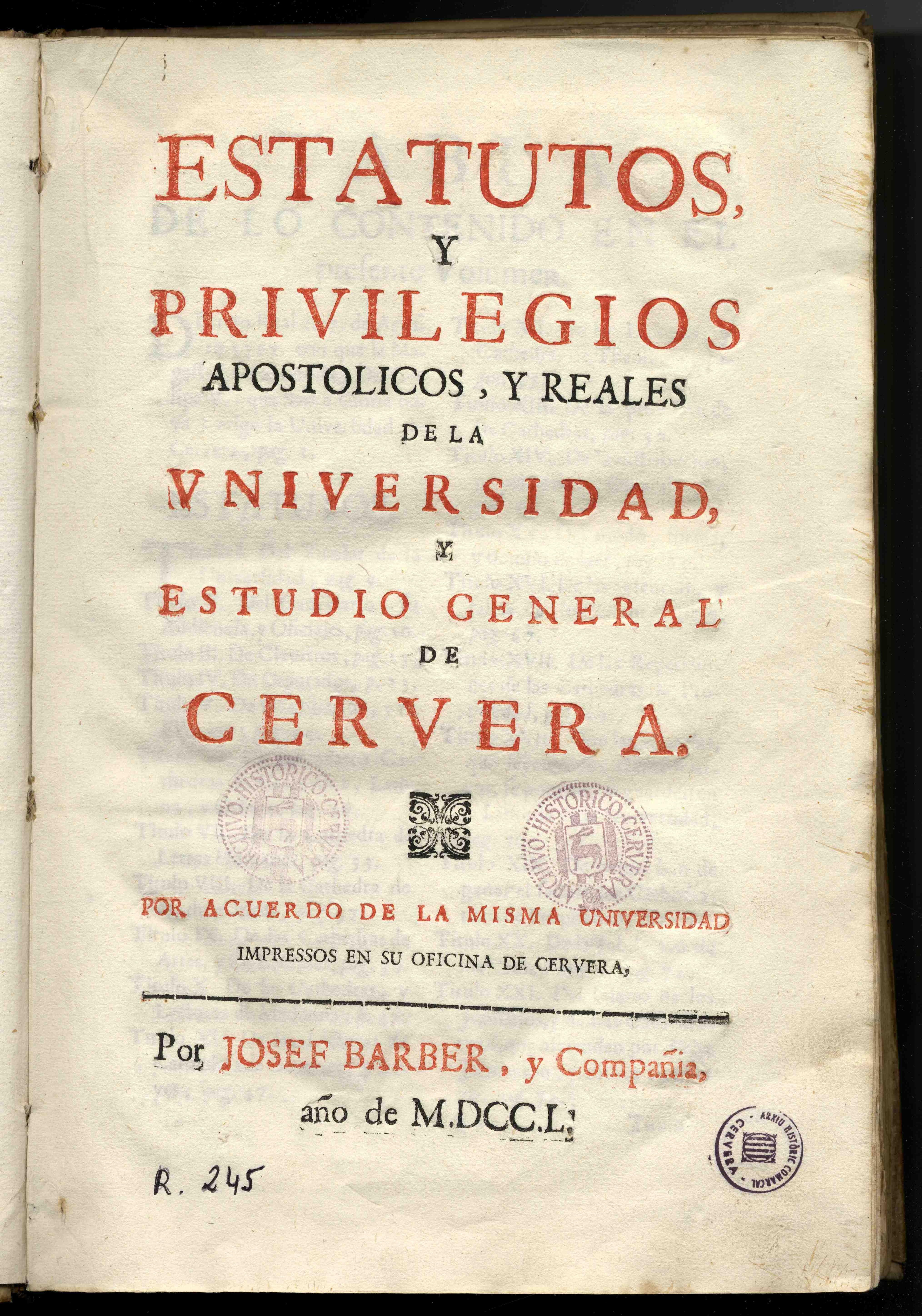
L'any 1717 fou publicat un decret mitjançant el qual s'anunciava la creació de la Universitat. En aquest document el rei Felip V afirmava que en la concessió havia tingut molt present la lleialtat de la ciutat de Cervera.
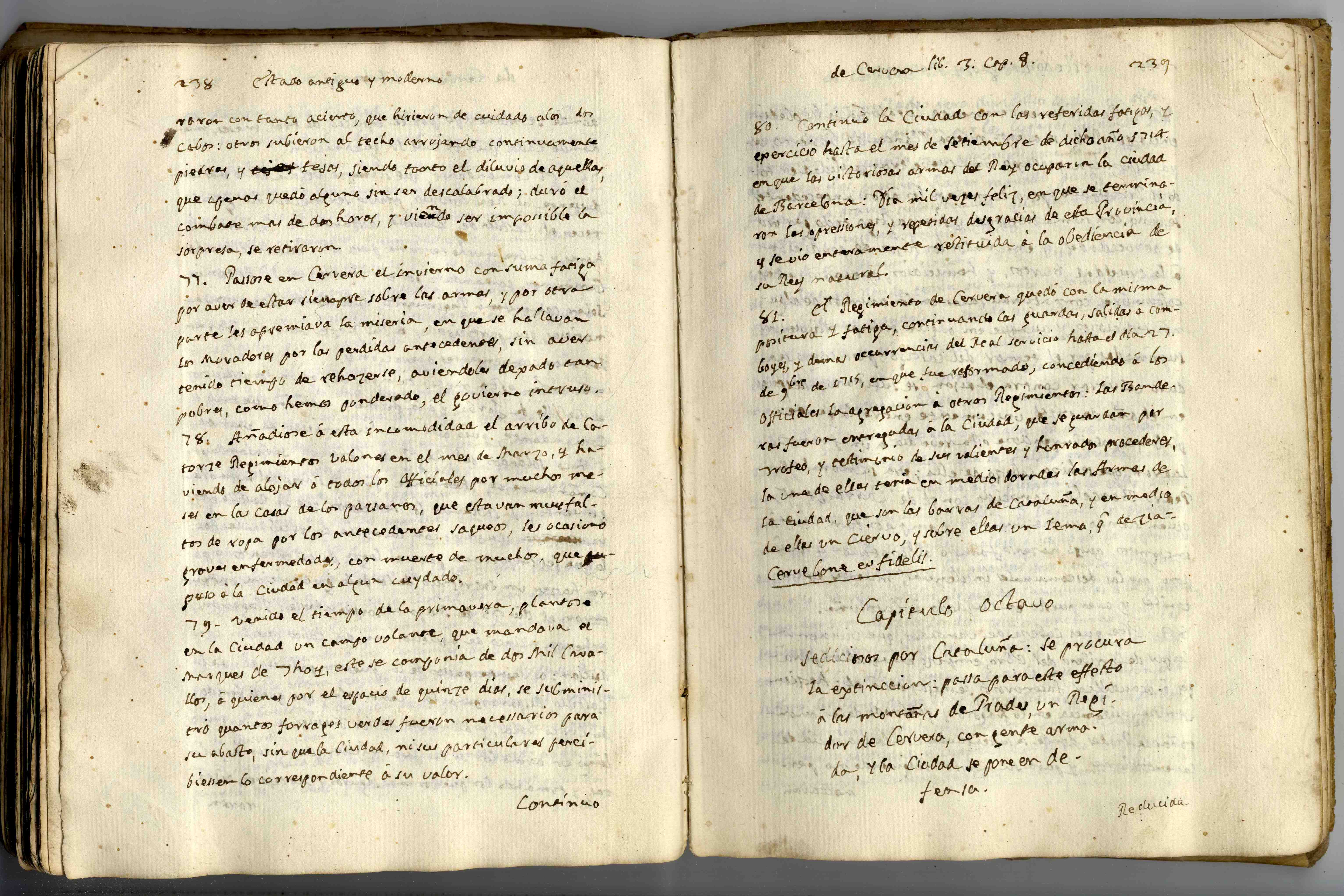
És una obra manuscrita que l'autor havia donat per acabada l'any 1723 però que hi afegí algunes notes que van fins a l'any 1740. És la principal font informativa dels fets ocorreguts durant la Guerra de Successió a Cervera, amb la qual defensà l'actitud filipista d'un sector de la població de la ciutat durant la Guerra.